# سيرجي ياكيروفيتش
سيرجي ياكيروفيتش مواليد 23 ديسمبر 1976 في موستار، جمهورية يوغوسلافيا الاشتراكية الاتحادية، هو لاعب كرة قدم بوسني دولي سابق كان يلعب في مركز الوسط.

## المسيرة الاحترافية

### أندية لعب لها
- نادي سبارتاك ترنافا
- نادي إسترا 1961
- نادي زغرب
- سسكا صوفيا
- أوسكو باشينغ
- نادي رييكا

## روابط خارجية
- سيرجي ياكيروفيتش على موقع الاتحاد الدولي (مؤرشف)  (الإنجليزية)
- سيرجي ياكيروفيتش على موقع قاعدة بيانات كرة القدم.إي يو (الإنجليزية)
- سيرجي ياكيروفيتش على موقع ناشيونال فوتبول تيمز (الإنجليزية)
- سيرجي ياكيروفيتش على موقع Soccerway.com (الإنجليزية)
- سيرجي ياكيروفيتش على موقع عالم كرة القدم.نت (الإنجليزية)